# The Haunting (jeu vidéo)
Pour les articles homonymes, voir The Haunting.
The Haunting (ou Haunting Starring Polterguy) est un jeu vidéo d'aventure sorti en 1993 sur Mega Drive. Le jeu a été développé et édité par Electronic Arts.